# Frans Lodewijk van Bourbon-Conti
Frans Lodewijk van Bourbon, prins van Conti (Frans: François Louis de Bourbon) (Parijs, 30 april 1664 - aldaar, 9 februari 1709) was de prins van Conti na de dood van zijn broer, Lodewijk Armand I, in 1685. Tot hij de titel prins van Conti droeg, was hij bekend als de prins van La Roche-sur-Yon. Hij was een zoon van prins Armand van Bourbon en diens vrouw Anne Marie Martinozzi. Hij is de bekendste van alle prinsen van Conti, een jongere tak van het huis Condé. Als lid van het huis Bourbon was hij een prins van den bloede.

## Jeugd
Frans Lodewijk werd geboren in het Hôtel de Conti te Parijs. Hij was het tweede kind van zijn ouders, na prins Lodewijk Armand (1661-1685). Zijn broer was ook zijn voorganger als prins van Conti, en huwde met Marie Anne van Bourbon, een buitenechtelijke dochter van koning Lodewijk XIV van Frankrijk en diens maîtresse Louise de La Vallière.
Frans Lodewijk werd als een intelligent kind gezien en ontving een uitstekende opleiding en opvoeding. Aan het hof in Versailles viel hij op, zowel door de onafhankelijkheid van zijn geest en om zijn goede manieren. Het was daarom dat Lodewijk XIV hem niet met alle vriendelijkheid ontving. In 1683 ondersteunde Frans Lodewijk de imperialisten in Hongarije, en terwijl hij daar was schreef hij enkele brieven, waarin hij Lodewijk XIV beschreef als Le Roi du theâtre. Vanwege deze brieven en als gevolg van een vroege betrokkenheid aan de kant van de Turken in 1685, werd hij bij zijn terugkeer in Frankrijk tijdelijk verbannen naar Kasteel van Chantilly. Frans Lodewijk was een protegé van zijn oom, Lodewijk II van Bourbon, prins van Condé, beter bekend als Le Grand Condé. Frans Lodewijk huwde uiteindelijk in 1688 met een kleindochter van zijn oom; prinses Marie-Thérèse van Bourbon-Condé.

## Huwelijk en kinderen
Het huwelijk vond plaats op 22 januari 1688 in het Kasteel van Versailles, en het gehele hof was hier bij aanwezig. Marie Thérèse was 22 jaar; voor een huwelijk in die tijd was dat erg oud. Samen kregen ze zeven kinderen, van wie er vier hun eerste dagen overleefden:
1. Marie Anne (1689-1720), huwde met prins Lodewijk IV van Bourbon-Condé
2. Lodewijk Armand (1695-1727), huwde met prinses Louise Elisabeth van Bourbon, werd na de dood van zijn vader prins van Conti
3. Louise Adélaïde (1696-1750)
4. Lodewijk Frans (1703-1704)

## Latere leven
Frans Lodewijk diende in het Franse leger, zijn hoogst behaalde rang was luitenant-generaal. In 1689 vergezelde hij zijn intieme vriend, Frans van Montmorency-Bouteville, maarschalk van Luxemburg, naar Nederland. Hij woonde daar de Franse overwinningen bij Fleurus, Steenkerke en de Eerste Slag bij Neerwinden bij. Tijdens de dood van zijn neef, Jan Lodewijk Karel, hertog van Longueville (1646-1694) en in overeenstemming met zijn testament kreeg Frans Lodewijk het vorstendom Neuchâtel in handen. Dit overigens tegen de wil van Maria van Orléans, de hertogin van Nemours (1625-1707), een zus van de hertog.

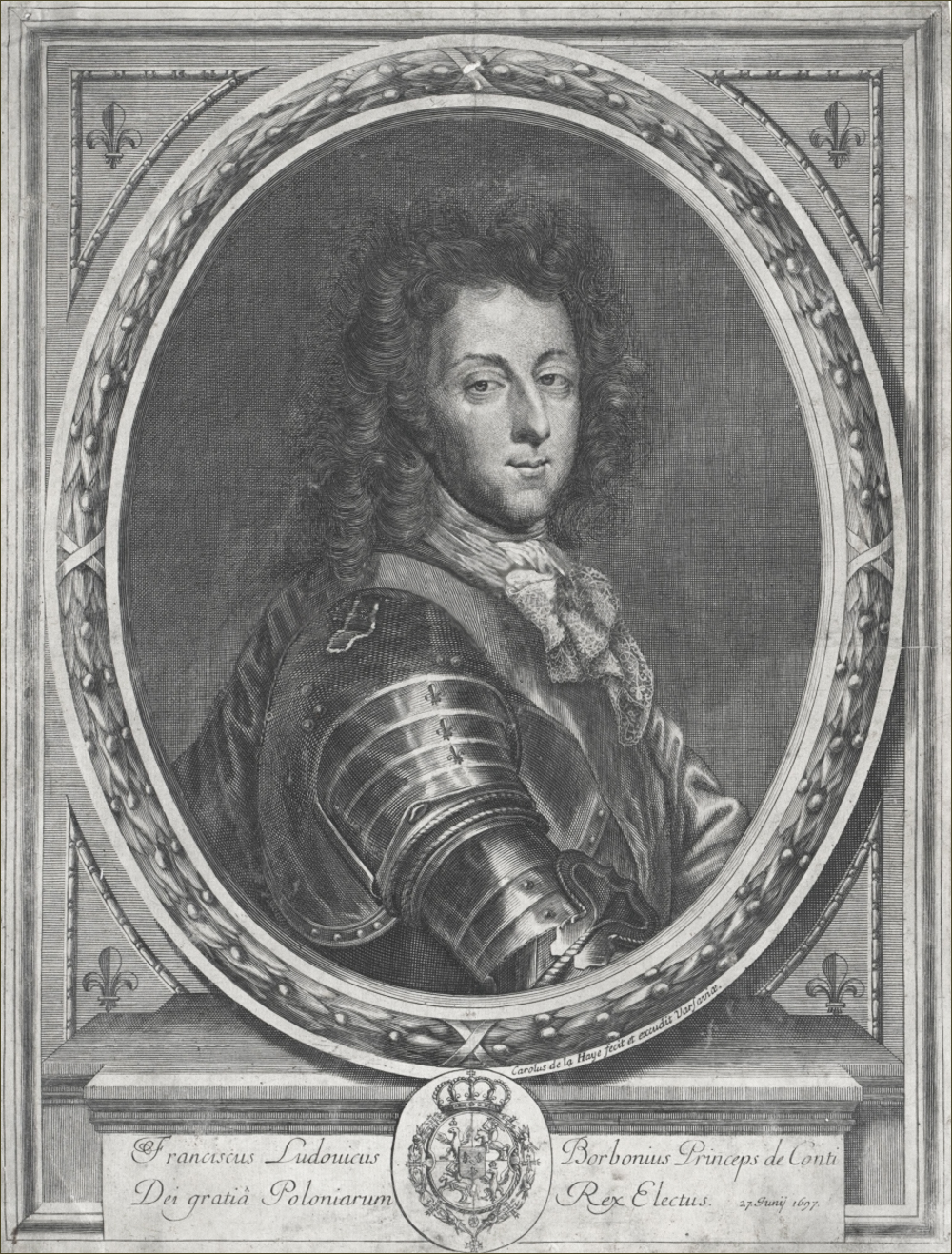
Frans Lodewijk, prins van Conti

In 1685 stierf zijn enige broer, de prins van Conti, waardoor Frans Lodewijk de nieuwe prins van Conti werd.
Koning Lodewijk XIV bood Frans Lodewijk in 1697 de Poolse kroon aan die vacant was geworden door de dood van Jan III Sobieski. Door middel van steekpenningen verzekerden ze zich van de steun van de abt De Polignac bij zijn verkiezing. Op 27 juni 1697 werd hij door kardinaal Radziejowski officieel uitgeroepen tot koning van Polen. Frans Lodewijk begon tamelijk onwillig aan zijn taak, waarschijnlijk, als we de opmerkingen van de hertog van Saint-Simon moeten geloven, vanwege zijn genegenheid voor Louise Françoise van Bourbon, de echtgenote van Lodewijk III, de prins van Condé, en de oudste onwettige dochter van koning Lodewijk XIV en Madame de Montespan. Toen hij in Gdańsk aankwam zat zijn rivaal, August II, keurvorst van Saksen, als koning op de troon van Polen. Frans Lodewijk keerde terug naar Frankrijk. Hij werd zeer vriendelijk ontvangen door Lodewijk XIV, maar volgens Saint-Simon, was de koning helemaal niet zo blij om hem terug te zien. De tegenslagen van de Franse legers in de eerste jaren van de Spaanse Successieoorlog dwongen Lodewijk XIV om Frans Lodewijk het bevel te geven over de troepen in Italië, dit vanwege zijn militaire faam.
Aan het hof was Frans Lodewijk regelmatig betrokken bij de productie van toneelstukken en spektakels en sponsorde hij het Illustre Theâtre van Molière, vroeg in hun loopbaan. Als gevolg van zijn passie voor het snelle leven liep hij, tijdens het bijwonen van de viering van de verjaardag van de koning in Versailles, bij een prostituee syfilis op, een aandoening die hij tot aan het eind van zijn leven bleef houden. Frans Lodewijk gaf de syfilis ook door aan zijn vrouw. In die tijd was er nog weinig bekend over deze Amerikaanse ziekte, maar Frans Lodewijk geloofde dat het een straf van God was voor zijn eerdere affaires met acteurs en muzikanten, die werden beschouwd als het uitschot van de Franse samenleving in die tijd. Dit resulteerde in zijn verbanning van alle artiesten onder zijn sponsoring in opdracht van zijn religieuze adviseur en de toetreding tot de Compagnie du Saint-Sacrement.

## Laatste jaren en dood
De prins leed aan jicht, en was daarnaast ernstig ziek. Hij overleed op 44-jarige leeftijd aan syfilis. Zijn dood werd alom gerouwd en er kwamen uitzonderlijke tekenen van rouw uit alle klassen. Hij werd begraven naast zijn moeder op zijn landgoed in L'Isle-Adam bij Parijs.
Als prins van Conti werd hij opgevolgd door zijn zoon Lodewijk Armand.